# Lilium tsingtauense
Lilium tsingtauense ist eine Art aus der Gattung der Lilien (Lilium) in der Sektion Martagon innerhalb der Familie der Liliengewächse (Liliaceae).

## Beschreibung
Ihre Zwiebel ist annähernd rund, bis zu 2,5 Zentimeter groß und gelblich-weiß, die Schuppen sind lanzettlich. Die Pflanze erreicht eine Wuchshöhe von 70 bis 150 Zentimeter. Die Laubblätter stehen teilweise verstreut und teilweise in ein bis vier Wirteln am Stängel, verstreut stehende Blätter sind lanzettlich bis verkehrt-lanzettlich, Blätter aus Wirteln hingegen verkehrt-eiförmig bis länglich-rund.
Blütezeit ist Anfang Juli bis Ende Juli. In einem rispigen Blütenstand stehen ein bis sechs schwach abwärtsweisende, gelb-orange, gepunktete Blüten zusammen. Als einzige Lilie der Martagon-Sektion hat sie aufrechtstehende, sternförmige Blüten. Die Kapselfrucht reift von August bis September. Der Samen keimt verzögert-hypogäisch.
Die Chromosomenzahl beträgt 2n = 24.

## Verbreitung
Lilium tsingtauense ist in Nordost-China und Korea beheimatet. Die Pflanze bevorzugt gut dränierte, leichte Sand- bis mittlere Lehmböden, mit neutralem bis saurem pH-Wert und halbschattige bis sonnige Standorte in offenen Wäldern oder zwischen hohen Gräsern. In Südkorea ist sie im ganzen Land verbreitet, von den dortigen Vorkommen wird ein Wuchs in 60 bis 80 % Schatten berichtet.

## Taxonomie und Systematik
Lilium tsingtauense wurde 1904 durch Ernst Friedrich Gilg in Botanische Jahrbücher für Systematik, Pflanzengeschichte und Pflanzengeographie, Band 34, Beiblatt 75, Seite 24 erstbeschrieben. Synonyme für Lilium tsingtauense sind Lilium miquelianum Makino und Lilium carneum Nakai.
Neben der Nominatform Lilium tsingtauense var. tsingtauense gibt es zwei Varietäten:
- Lilium tsingtauense var. flavum, mit gelber Blüte.
- Lilium tsingtauense var. maculatum